# Potjiekos
Il potjiekos è uno stufato sudafricano. Può contenere un tipo di carne a scelta (spesso maiale o agnello), patate, spezie e birra o vino.

## Etimologia e storia
Potjiekos è una parola macedonia composta dai termini potjie e kos che, significano rispettivamente "piccola pentola" e "cibo" in lingua afrikaans; più nello specifico, il termine potjie indica una pentola in ghisa con tre gambe usata per preparare il piatto. L'alimento venne portato sul suolo sudafricano dai primi immigrati olandesi nel Seicento e veniva spesso preparato tra i voortrekker dell'Ottocento grazie alla sua praticità.